# Штефановці
Штефановці або Штефанівці (словац. Štefanovce) — село в Словаччині, Врановському окрузі Пряшівського краю. Розташоване в східній частині Словаччини в південній частині Низьких Бескидів в долині правої притоки Ондавки.
Уперше згадується у 1473 році. 

## Пам'ятки
У селі є греко-католицька церква Покрови Пресвятої Богородиці (1783) в стилі бароко-класицизму, перебудована у 20 столітті, з 1986 року національна культурна пам'ятка.

## Населення
| Рік:            | 1994. | 2004.   | 2014.   | 2024.    |
| --------------- | ----- | ------- | ------- | -------- |
| Кількість осіб: | 109   | 110     | 113     | 86       |
| Різниця:        |       | +0,91 % | +2,72 % | -23,89 % |

| Рік:            | 2023. | 2024.   |
| --------------- | ----- | ------- |
| Кількість осіб: | 94    | 86      |
| Різниця:        |       | -8,51 % |

У селі проживає 116 осіб.
Національний склад населення (за даними перепису 2001 року):
- словаки — 97,35 %,
- чехи — 1,77 %.

Склад населення за приналежністю до релігії станом на 2001 рік:
- греко-католики — 68,14 %,
- римо-католики — 31,86 %.